# Serie A2 2004-2005 (pallavolo femminile)
La Serie A2 italiana di pallavolo femminile 2004-2005 si è svolta dal 9 ottobre 2004 al 26 maggio 2005: al torneo hanno partecipato sedici squadre di club italiane e la vittoria finale è andata per la prima volta al Volley Club Padova.

## Regolamento
Le squadre hanno disputato un girone all'italiana, con gare di andata e ritorno, per un totale di trenta giornate; al termine della regular season:
- La prima classificata è promossa in Serie A1.
- Le classificate dal secondo al quinto posto hanno acceduto ai play-off promozione, strutturati in semifinali, giocate al meglio di due vittorie su tre gare, e finale, giocata al meglio di tre vittorie su cinque gare: la vincitrice è promossa in Serie A1.
- Le ultime quattro classificate sono retrocesse in Serie B1.

## Squadre partecipanti
Parteciparono 16 squadre. La Nuova San Giorgio Pallavolo Sassuolo proveniva dalla Serie A1 mentre, alla rinuncia di Ravenna, conseguì il ripescaggio della Caoduro Cavazzale Monticello. Fornarina Civitanova Marche, Megius Padova, Original Marines Arzano e Pre.Camp Collecchio erano le neopromosse dalla Serie B. La Pulcher Berni Lodi fu poi esclusa dal campionato a torneo in corso.
| Squadra                              | Stagioni in Serie A2 | Allenatore                                | Campo di gioco                            |
| ------------------------------------ | -------------------- | ----------------------------------------- | ----------------------------------------- |
| BBC Toyota Financial Services Matera |                      | Ettore Guidetti                           | PalaSassi di Matera                       |
| Burro Virgilio Gabbioli Curtatone    |                      | Gianfranco Milano                         | Palasport di Curtatone, MN                |
| Caoduro Cavazzale Monticello         |                      | Delio Rossetto                            | Palasport di Monticello Conte Otto, VI    |
| Dimeglio Brums Busto Arsizio         |                      | Carlo Parisi                              | PalaYamamay di Busto Arsizio, VA          |
| Fornarina Civitanova Marche          | 1                    | Andrea Pistola                            | PalaRisorgimento di Civitanova Marche, MC |
| Gelati Gelma Seap Aragona            | 2                    | Paolo Giribaldi                           | PalaGiglia di Favara, AG                  |
| Lines Tra.De.Co. Altamura            |                      | Giovanni Volpicella, poi Mauro Marasciulo | PalaBaldassarra di Altamura, BA           |
| Marche Metalli Castelfidardo         |                      | François Salvagni                         | Palasport di Castelfidardo, AN            |
| Megius Padova                        |                      | Daniele Rampazzo                          | PalaArcella di Padova                     |
| Original Marines Arzano              | 1                    | Antonio Piscopo                           | Palasport di Casoria, NA                  |
| Pema Corplast Corridonia             |                      | Marco Esposto, poi Mauro Masacci          | Palasport di Corridonia, MC               |
| Pre.Camp Collecchio                  |                      | Davide Zanichelli                         | PalaLeoni di Collecchio, PR               |
| Pulcher Berni Lodi                   | 2                    |                                           | PalaCastellotti di Lodi                   |
| Rebecchi Rivergaro                   |                      | Leonardo Barbieri                         | Palasport di Rivergaro, PC                |
| Nuova San Giorgio Pallavolo Sassuolo |                      | Manuela Benelli                           | PalaPaganelli di Sassuolo MO              |
| Zazzeri Figurella Firenze            |                      | Mauro Fresa, poi Simonetta Avalle         | PalaValenti di Firenze                    |

## Torneo

### Regular season

#### Classifica
| Pos. | Squadra                              | Pt | G  | V  | P  | SV | SP |
| ---- | ------------------------------------ | -- | -- | -- | -- | -- | -- |
| 1.   | Megius Padova                        | 65 | 28 | 21 | 7  | 71 | 30 |
| 2.   | Original Marines Arzano              | 63 | 28 | 22 | 6  | 70 | 32 |
| 3.   | Rebecchi Rivergaro                   | 59 | 28 | 21 | 7  | 69 | 41 |
| 4.   | Fornarina Civitanova Marche          | 54 | 28 | 19 | 9  | 66 | 44 |
| 5.   | Lines Tra.De.Co. Altamura            | 47 | 28 | 14 | 14 | 59 | 50 |
| 6.   | Gelati Gelma Seap Aragona            | 43 | 28 | 15 | 13 | 56 | 56 |
| 7.   | Dimeglio Brums Busto Arsizio         | 40 | 28 | 12 | 16 | 51 | 56 |
| 8.   | Pema Corplast Corridonia             | 39 | 28 | 14 | 14 | 52 | 60 |
| 9.   | Burro Virgilio Gabbioli Curtatone    | 38 | 28 | 13 | 15 | 57 | 62 |
| 10.  | Marche Metalli Castelfidardo         | 37 | 28 | 11 | 17 | 52 | 62 |
| 11.  | Nuova San Giorgio Pallavolo Sassuolo | 35 | 28 | 12 | 16 | 51 | 62 |
| 12.  | BBC Toyota Financial Services Matera | 35 | 28 | 11 | 17 | 51 | 61 |
| 13.  | Zazzeri Figurella Firenze            | 35 | 28 | 11 | 17 | 49 | 59 |
| 14.  | Pre.Camp Collecchio                  | 21 | 28 | 7  | 21 | 35 | 73 |
| 15.  | Caoduro Cavazzale Monticello         | 19 | 28 | 7  | 21 | 30 | 71 |
| 16.  | Pulcher Berni Lodi                   | -  | 0  | -  | -  | -  | -  |

| Promossa in Serie A1 | Promossa dopo i play-off promozione | Retrocesse in Serie B1 |

### Play-off promozione

#### Tabellone
|  | Semifinali | Semifinali        | Semifinali | Semifinali | Semifinali |  |  | Finale | Finale            | Finale | Finale | Finale | Finale | Finale |  |
|  |            |                   |            |            |            |  |  |        |                   |        |        |        |        |        |  |
|  | 2          | Arzano            | 3          | 1          | 3          |  |  |        |                   |        |        |        |        |        |  |
|  | 5          | Altamura          | 1          | 3          | 1          |  |  | 2      | Arzano            | 1      | 2      | 3      | 3      | 3      |  |
|  | 3          | Rivergaro         | 0          | 3          | 1          |  |  | 4      | Civitanova Marche | 3      | 3      | 1      | 2      | 0      |  |
|  | 4          | Civitanova Marche | 3          | 1          | 3          |  |  |        |                   |        |        |        |        |        |  |

#### Risultati
| Semifinali |                             |     |                            |
|            |                             |     |                            |
| 30-04      | Arzano-Altamura             | 3-1 | 26-28, 25-22, 25-20, 25-13 |
| 01-05      | Rivergaro-Civitanova Marche | 0-3 | 21-25, 16-25, 20-25        |

| 04-05 | Altamura-Arzano             | 3-1 | 25-11, 23-25, 25-16, 25-21 |
| 04-05 | Civitanova Marche-Rivergaro | 1-3 | 23-25, 22-25, 25-21, 19-25 |

| 07-05 | Arzano-Altamura             | 3-1 | 25.16, 18-25, 25-18, 25-20 |
| 08-05 | Rivergaro-Civitanova Marche | 1-3 | 21-25, 25-18, 22-25, 18-25 |

| Finale |                          |     |                                  |
|        |                          |     |                                  |
| 13-05  | Civitanova Marche-Arzano | 3-1 | 25-23, 25-17, 28-30, 27-25       |
| 17-05  | Arzano-Civitanova Marche | 2-3 | 22-25, 25-17, 25-23, 23-25, 8-15 |
| 19-05  | Arzano-Civitanova Marche | 3-1 | 25-20, 25-20, 16-25, 25-18       |
| 23-05  | Civitanova Marche-Arzano | 2-3 | 25-23, 23-25, 15-25, 25-22, 8-15 |
| 26-05  | Arzano-Civitanova Marche | 3-0 | 25-17, 25-21, 25-22              |